# Сотников, Сергей Трифонович
Сергей Трифонович Сотников (18 ноября 1920 — 27 июля 2000) — санинструктор 433-го стрелкового полка, младший сержант, полный кавалер ордена Славы.

## Биография
Родился 18 ноября 1920 года в деревне Батунь Могилёвского района Могилёвской области. Белорус. Окончил 7 классов. Работал в колхозе.
В Красной Армии с 1940 года. На фронте в Великую Отечественную войну с июня 1941 года. Попал в окружение, после чего присоединился к партизанам, где воевал до июля 1944 года.
Стрелок стрелкового батальона 433-го стрелкового полка 64-й стрелковой дивизии 49-й армии 1-го Белорусского фронта красноармеец Сотников 16 августа 1944 года в бою у деревни Окраны под городом Кнышин одним из первых ворвался во вражескую траншею, огнём из автомата сразил пулемётчика. Отражая контратаки, из автомата и гранатами поразил 13 вражеских пехотинцев. 15 сентября 1944 года приказом № 069 по 64-й стрелковой дивизии красноармеец Сотников Сергей Трифонович награждён орденом Славы 3-й степени.
2 февраля 1945 года в боях на подступах к реке Одер санинструктор 6-й стрелковой роты 433-го стрелкового полка 64-й стрелковой дивизии 33-й армии 1-го Белорусского фронта младший сержант Сотников, зайдя во фланг атакующему противнику, огнём из автомата сразил свыше 10 противников, преградил противнику путь к отступлению и взял в плен его 18 солдат. Приказом № 074 по 33-й армии от 29 марта 1945 года младший сержант Сотников Сергей Трифонович награждён орденом Славы 2-й степени.
18—19 апреля 1945 года в боях в районе деревни Марлендорф санинструктор младший сержант Сотников под огнём противника оказал медицинскую помощь 26 раненым бойцам и вынес их с поля боя. За период с 30 апреля по 2 мая 1945 года в боях за Берлин оказал помощь 15 раненым воинам и вынес их с поля боя.
Указом Президиума Верховного Совета СССР от 15 мая 1946 года за мужество, отвагу и героизм младший сержант Сотников Сергей Трифонович награждён орденом Славы 1-й степени.
В 1946 году полный кавалер ордена Славы С. Т. Сотников демобилизован. Жил в деревне Заводская Слобода Могилёвского района Могилёвской области Белоруссии. Работал инженером по технике безопасности в совхозе «Борок».
Умер 27 июля 2000 года.

## Награды
Награждён орденами Отечественной войны I степени, Славы I, II и III степени, медалями.
15 апреля 1999 года Указом Президента Республики Беларусь был награждён Орденом «За службу Родине» III степени.